# Hu Qing
Hu Qing (* 19. Januar 1986 in der Provinz Anhui) ist ein chinesischer Boxer im Leichtgewicht.

## Karriere
Hu Qing gewann 2006 die Goldmedaille bei den Asienspielen in Doha, wobei er im Finale Urantschimegiin Mönch-Erdene, Mongolei, besiegte. Zuvor waren ihm Siege gegen Paunandes Paulus, Malaysia, Asilbek Talasbajew, Kirgisistan und Genebert Basadre, Philippinen, gelungen.
Im Februar 2008 gewann er zudem die Asiatische Olympiaqualifikation in Bangkok, nachdem er Genebert Basadre, Philippinen, Serik Jeleuow, Kasachstan, Bekzod Khidirov, Usbekistan und Baik Jong-sub, Südkorea, geschlagen hatte. Er startete anschließend bei den Olympischen Spielen 2008 in Peking, setzte sich gegen Oleksandr Kljutschko, Ukraine und Merei Aqschalow, Kasachstan, durch, ehe er im Viertelfinale gegen Daouda Sow, Frankreich, ausschied.
Im Dezember 2008 unterlag er erst im Finale des Weltcups in Moskau gegen Albert Selimow, Russland (10:12), nachdem er Anthony Little, Australien und Famil Suleimanow, Aserbaidschan, besiegt hatte. 
2010 gewann er die Silbermedaille bei den Asienspielen in Guangzhou. Nach Siegen gegen Muhammad Jony, Bangladesch, Dorjnyambuu Otgondalai, Mongolei und Han Soon-chul, Südkorea, unterlag er erst im Finale dem Inder Vikas Krishan knapp mit 4:5.
Bei dem Versuch sich für die Olympischen Spiele 2012 in London zu qualifizieren, unterlag er bei der Asiatischen Olympiaqualifikation in Astana in der zweiten Vorrunde gegen Uktamjon Rachmonow, Usbekistan. 
Zudem war er Teilnehmer der Weltmeisterschaften 2005 in Mianyang, 2007 in Chicago und 2011 in Baku, wobei er nicht über die Achtelfinalrunde hinauskam.